# Почесні громадяни Калуша
Список почесних громадян міста Калуша Івано-Франківської области.

## Почесні громадяни
1. Степан Бандера (1997, посмертно)
2. Микола Хабер (1997);
3. Іван Кульчицький (1997);
4. Кузьма Хобзей	(1997);
5. Оксана Франко	(1997);
6. Володимир Грабовецький (1999);
7. Владислав Кисельов (1999);
8. Олег Романенко (1999, посмертно);
9. Олекса Гірник (2000, посмертно);
10. Анатолій Кондратенко (2003, посмертно);
11. Дмитро Бахматюк (2003);
12. Ірина Сохацька (2003);
13. Христина Фіцалович (2003);
14. Михайло Червоний (2003);
15. Михайло Бігун	(2005);
16. Мирон Макар (2005);
17. Григорій Мороз (2005);
18. Василь Федоришин (2005);
19. Віктор Ющенко	(2005);
20. Анатолій Онишко (2008, посмертно);
21. Петро Савчин  (2008, посмертно);
22. Євген Аржанов (2008);
23. Роман Шухевич (2010, посмертно);
24. Роман Сушко (2011);
25. Степан Різник (2011);
26. Ігор Дмитрів (2014, посмертно);
27. Іван Стратієнко (2014);
28. Ігор Насалик (2015);
29. Юрій Іздрик (2015);
30. Павло Ліщинський (2015, посмертно);
31. Василь Боднар (2015, посмертно);
32. Степан Петраш (2016);
33. Василь Наконечний (2018);
34. Володимир Безрукий (2018);
35. Богдан Гаврилів (2019, посмертно);
36. Станіслав Стовбан (2019);
37. Ігор Семак (2019);
38. Ігор Гаврилюк (2021);
39. Сергій Барнич (2021, посмертно);
40. Любов Липовська (2021);
41. Олег Псюк (2022).